# Hürrem Tezcan-Güntekin

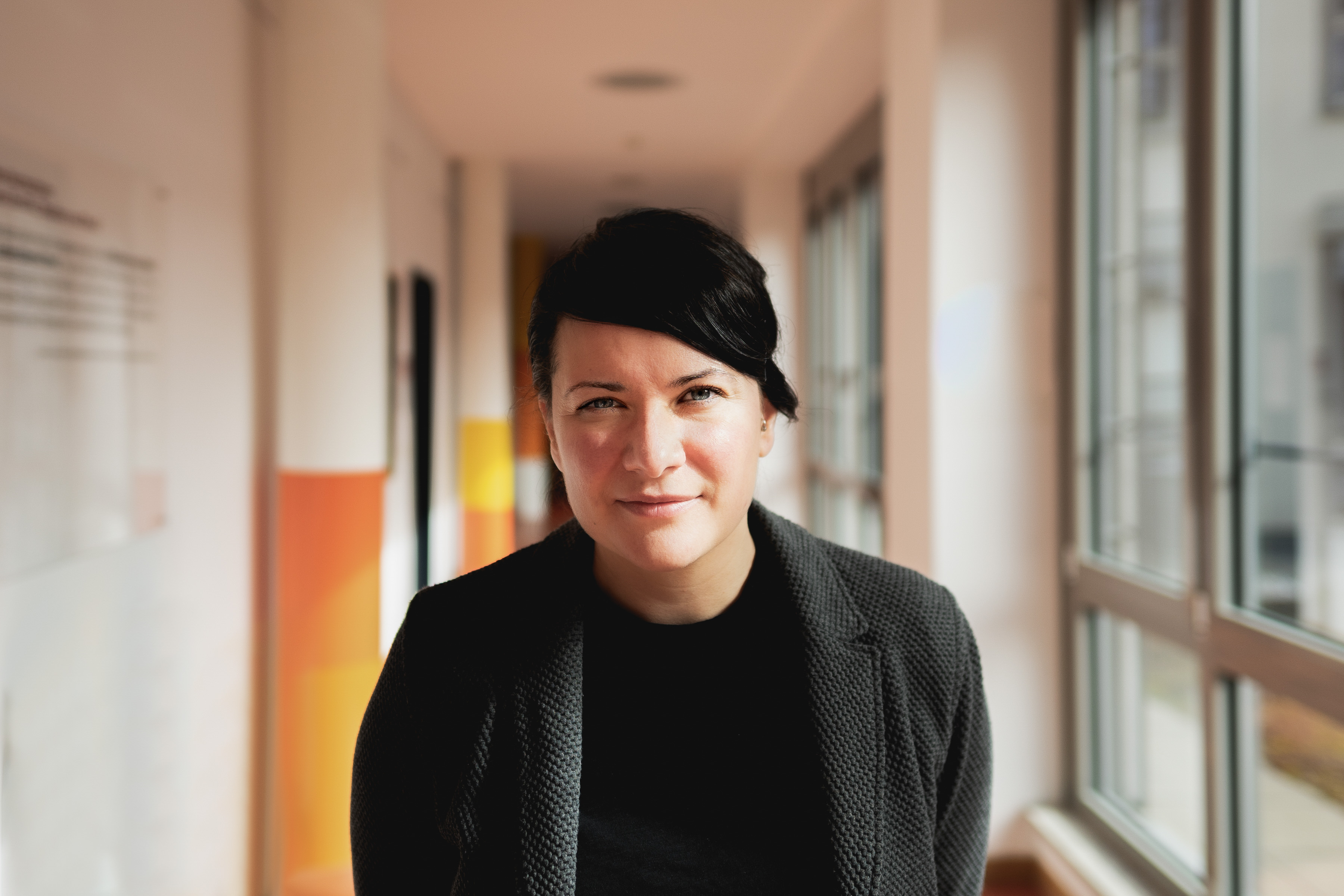
Hürrem Tezcan-Güntekin (2021)

Hürrem Tezcan-Güntekin (geboren 1977) ist eine Soziologin, Erziehungs- und Gesundheitswissenschaftlerin. Seit 2017 ist sie Professorin für interprofessionelle Handlungsansätze mit Schwerpunkt auf qualitative Forschungsmethoden in Public Health an der Alice Salomon Hochschule Berlin.

## Leben
Hürrem Tezcan-Güntekin studierte Soziologie und Erziehungswissenschaften an der Technischen Universität Berlin. 2011 promovierte sie an der Universität Bielefeld in Soziologie zu dem Thema „Deutungsmuster professionellen Handelns von Ärzten im Licht des informierten Patienten“. Anschließend war sie wissenschaftliche Mitarbeiterin am Institut für Ethik und Geschichte der Medizin in Tübingen (2010–2012), am Institut für Ethik in den Neurowissenschaft am Forschungszentrum Jülich (2011–2012) und am Institut für Gerontologie in Dortmund (2011–2013). In den Jahren 2013 bis 2017 war sie an der Fakultät für Gesundheitswissenschaften der Universität Bielefeld beschäftigt und arbeitete unter anderem im Forschungsprojekt „Förderung der Selbstmanagementkompetenzen von pflegenden Angehörigen türkeistämmiger Menschen mit Demenz“ mit. Im Rahmen des Forschungsverbunds „Nutzerorientierte Versorgung bei chronischer Krankheit und Pflegebedürftigkeit“ fertigte sie 2018 ihre zweite Dissertation in Public Health zum Thema „Stärkung der Selbstmanagement-Kompetenzen pflegender Angehöriger türkeistämmiger Menschen mit Demenz“ an. Ihre Forschung wurde 2017 mit dem Cäcilia-Schwarz-Preis für Innovation in der Altenhilfe des Deutschen Vereins für öffentliche und private Fürsorge e.V. gewürdigt. Seit September 2017 besetzt Tezcan-Güntekin die Professur für „Interprofessionelle Handlungsansätze mit Schwerpunkt auf qualitativen Forschungsmethoden in Public Health“ im konsekutiven Masterstudiengang Public Health an der Alice Salomon Hochschule Berlin. Sie lehrt an der Berlin School of Public Health, einer gemeinsamen Einrichtung der Alice Salomon Hochschule, Charité und Technischen Universität Berlin.
Sie ist verheiratet und hat eine Tochter (Jahrgang 2009) und einen Sohn (Jahrgang 2014).

## Forschungsschwerpunkte
Tezcan-Güntekin forscht zu den Themenbereichen Demenz und Migration, diversitätssensible Pflege und Gesundheitsversorgung im transnationalen Kontext. Während ihrer Tätigkeit an der Fakultät für Gesundheitswissenschaften der Universität Bielefeld forschte sie unter anderem zu Medikamentionsproblemen bei Pflegebedürftigen mit Demenz beim Übergang vom Krankenhausaufenthalt in die häusliche Pflege. In ihrer Forschungstätigkeit fokussiert sie sich insbesondere auch auf Fähigkeiten des Selbstmanagements von pflegenden Angehörigen. In der Zeit von 2017 bis 2019 leitete sie das Projekt „Selbsthilfe Aktiv - (Inter-)Aktive Selbsthilfe für türkeistämmige pflegende Angehörige demenzerkrankter Menschen“ an der Alice Salomon Hochschule, welches 2016 mit dem Forschungspreis der Deutschen Alzheimer Gesellschaft e.V. gefördert wurde. Darüber hinaus umfassen ihre Forschungsschwerpunkte Themen der interprofessionellen Zusammenarbeit in gesundheitsbezogenen Settings, Theorieentwicklung in der Pflegewissenschaft und forschendes Lernen.

## Mitgliedschaften
- Mitglied im Hauptausschuss des Deutschen Vereins für öffentliche und private Fürsorge e.V.
- Mitglied im Fachausschuss „Alter und Pflege“ des Deutschen Vereins für öffentliche und private Fürsorge e. V.
- Mitglied der Arbeitsgruppe „Interkulturalität in der medizinischen Praxis“ der Akademie für Ethik in der Medizin
- Mitglied der „Diversity Kommission“ der Alice Salomon Hochschule Berlin

## Veröffentlichungen (Auswahl)

### Bücher
- Deutungsmuster professionellen Handelns im Licht des informierten Patienten – Der informierte Patient als Bedrohung für die ärztliche Autonomie?. LIT Verlag, Münster 2016, ISBN 978-3-643-12170-7.
- Stärkung von Selbstmanagement-Kompetenzen pflegender Angehöriger türkeistämmiger Menschen mit Demenz. Dissertation, Hochschulschriften der Universität Bielefeld 2018.[4]

### Buchbeiträge
- „Da muss ich denen erst mal den Wind aus den Segeln nehmen!“ – Wie Ärzte mit informierten Patienten umgehen. In: J. Begenau, C. Schubert und W. Vogd: Die Arzt-Patient-Beziehung. Kohlhammer, Stuttgart 2010.
- Interkulturelle Perspektiven auf Demenz. In: K. Gröning, B. Sander und R. von Kamen: Familiensensibles Entlassungsmanagement. Mabuse-Verlag, Frankfurt am Main 2015.
- mit O. Razum: Herausforderungen in Betreuung, Versorgung und Pflege von älteren Migrantinnen und Migranten. In: C. Zippel: Älter werden – Älter sein. Ein Ratgeber. Mabuse Verlag, Frankfurt am Main 2017.
- mit S. Strumpen: Altenpflege in der Migrationsgesellschaft. In: P. Bechtel, I. Smerdka-Arhelger und K. Lipp: Pflege im Wandel gestalten – Eine Führungsaufgabe, 2. Aufl., Springer, Berlin 2017.
- Stärkung der Selbstmanagement-Kompetenzen pflegender Angehöriger türkeistämmiger Menschen mit Demenz. In: M. Habermann und L. Schenk: Migration und Alter, Walter De Gruyter, Berlin 2020.
- Kulturelle Diversität in der Pflege – Bedeutung einer diversitätssensiblen Pflege für die Vermeidung freiheitsentziehender Maßnahmen. In: M. Bonacker, M.; G. Geiger: Migration in der Pflege. Springer, Berlin 2021.
- mit I. Özer-Erdogdu: Auswirkungen der Sars-CoV-2-Pandemie auf ärztliche und medikamentöse Versorgung älterer chronisch kranker Migrant*innen in Deutschland. In: M. Bonacker: Pflege in Zeiten der Pandemie – Wie sich Pflege durch Corona verändert hat. Budrich, Opladen 2021.

### Fachartikel
- mit M. Kristiansen, O. Razum und A. Krasnik: Aging and health among migrants in a European perspective. In: Public Health Reviews 37(20), 2016.
- Medikationsprobleme bei Entlassung aus dem Krankenhaus und Implikationen für die transkulturelle Versorgung – eine Frage interprofessionellen Handelns? In: Nervenheilkunde 36(7), 2017.
- mit P. Schimany: Ältere Migranten und Migrantinnen – Rückkehr oder Verbleib? In: Politische Psychologie 2/2018, S. 295–310.
- mit A. Stern und M. Lindemeyer: "Rassistische Witze" – Diskriminierungerfahrung von Studierenden. In: Interculture Journal 17(30), S. 11–27, 2018.
- mit L.Rasch und L. Plamp: Gewalt in Paarbeziehungen und/oder sexualisierte Gewalt – Erstversorgung unter Bedingungen der Sars-CoV-2-Pandemie (Sonderausgabe 1: Interdisziplinäre Aspekte der Corona-Pandemie und deren Implikationen für Pflege und Gesellschaft), S. 95–99, 2020.